# Mimosybra surigaonis
Mimosybra surigaonis es una especie de escarabajo del género Mimosybra, familia Cerambycidae. Fue descrita científicamente por Heller en 1923.
Se distribuye por Filipinas. Posee una longitud corporal de 14-16 milímetros. El período de vuelo de esta especie ocurre en los meses de agosto y septiembre.